# Elecciones provinciales de Formosa de 2023
Las elecciones generales de la provincia de Formosa de 2023 se realizaron el 25 de junio, junto con las elecciones municipales excepto en Pirané, para elegir gobernador, vicegobernador y quince diputados provinciales. El 22 de mayo se oficializaron las cuatro listas para gobernador.

## Candidatos
| Logo                                         | Logo                                                                | Partido / Coalición          | Partidos en la coalición | Candidato a gobernador                   | Candidato a gobernador                   | Candidato a vicegobernador | Candidato a vicegobernador |
| -------------------------------------------- | ------------------------------------------------------------------- | ---------------------------- | --- | ---------------------------------------- | ---------------------------------------- | -------------------------- | -------------------------- |
|                                              | [[File:Unidad Ciudadana.svg\|300px\|alt={{{Alt\|{{{descripción}}}]] | Frente de la Victoria        | Ver partidos: - Partido Justicialista - Partido Auténtico Formoseño - Partido Demócrata Progresista - Movimiento Independiente de Participación - Partido para el Hombre Nuevo - Partido Renovador del Oeste - Partido Fe - Movimiento de Acción Popular - Movimiento de Recuperación Popular - Movimiento de Acción Vecinal - Partido Acción Nativa - Nuevo Encuentro por la Democracia y la Equidad - Partido Solidaridad y Organización para la Liberación - Frente para Todos - Partido Causa Formoseña - Partido Autonomista - Partido de la Concertación FORJA - Juntos Podemos - Kolina - Partido Popular - Partido Intransigente - Fuerza Renovadora - Partido Renacer de la Tercera Edad |                                          | Gildo Insfrán                            |                            | Eber Solís                 |
| - Gobernador de Formosa (desde 1995)         | - Gobernador de Formosa (desde 1995)                                | Frente de la Victoria        | Ver partidos: - Partido Justicialista - Partido Auténtico Formoseño - Partido Demócrata Progresista - Movimiento Independiente de Participación - Partido para el Hombre Nuevo - Partido Renovador del Oeste - Partido Fe - Movimiento de Acción Popular - Movimiento de Recuperación Popular - Movimiento de Acción Vecinal - Partido Acción Nativa - Nuevo Encuentro por la Democracia y la Equidad - Partido Solidaridad y Organización para la Liberación - Frente para Todos - Partido Causa Formoseña - Partido Autonomista - Partido de la Concertación FORJA - Juntos Podemos - Kolina - Partido Popular - Partido Intransigente - Fuerza Renovadora - Partido Renacer de la Tercera Edad | - Vicegobernador de Formosa (desde 2019) | - Vicegobernador de Formosa (desde 2019) |                            |                            |
|                                              |                                                                     | Frente Amplio Formoseño      | Ver partidos: - Propuesta Republicana - Unión Cívica Radical - Nuevo País - Movimiento de Integración y Desarrollo - Partido Socialista - Unión Popular - Compromiso y Esfuerzo para el Triunfo - Partido Inclusión Social |                                          | Fernando Carbajal                        |                            | María Fernanda Insfrán     |
| - Diputado nacional por Formosa (desde 2021) | - Diputado nacional por Formosa (desde 2021)                        | Frente Amplio Formoseño      | Ver partidos: - Propuesta Republicana - Unión Cívica Radical - Nuevo País - Movimiento de Integración y Desarrollo - Partido Socialista - Unión Popular - Compromiso y Esfuerzo para el Triunfo - Partido Inclusión Social | - Abogada                                | - Abogada                                |                            |                            |
|                                              |                                                                     | Libertad, Trabajo y Progreso | Partido sin alianza |                                          | Francisco Paoltroni                      |                            | Noemí Argañáras            |
| - Empresario Ganadero                        | - Empresario Ganadero                                               | Libertad, Trabajo y Progreso | Partido sin alianza | - Obstetra                               | - Obstetra                               |                            |                            |
|                                              |                                                                     | Partido Obrero               | Partido sin alianza |                                          | Fabián Servín                            |                            | Rafael Martínez            |
| Presidente del Partido Obrero de Formosa     |                                                                     | Partido Obrero               | Partido sin alianza |                                          |                                          |                            |                            |

## Resultados

### Gobernador y vicegobernador
| Gildo Insfrán         | Eber Wilson Solís       |                                             | Alianza Frente de la Victoria      | 46.741  | 13,73 |
| Gildo Insfrán         | Eber Wilson Solís       | 17 de Octubre                               | 21.559                             | 6,33    |       |
| Gildo Insfrán         | Eber Wilson Solís       | Movimiento Evita                            | 12.224                             | 3,59    |       |
| Gildo Insfrán         | Eber Wilson Solís       | Unidos Venceremos                           | 12.034                             | 3,54    |       |
| Gildo Insfrán         | Eber Wilson Solís       | Valores Ciudadanos                          | 11.713                             | 3,44    |       |
| Gildo Insfrán         | Eber Wilson Solís       | Formosa para Todos                          | 6.582                              | 1,93    |       |
| Gildo Insfrán         | Eber Wilson Solís       | Laburo por mi Barrio                        | 5.919                              | 1,74    |       |
| Gildo Insfrán         | Eber Wilson Solís       | G.I.L.D.O. 2023                             | 5.817                              | 1,71    |       |
| Gildo Insfrán         | Eber Wilson Solís       | Jóvenes en Acción                           | 5.771                              | 1,70    |       |
| Gildo Insfrán         | Eber Wilson Solís       | Compromiso Formoseño                        | 5.390                              | 1,58    |       |
| Gildo Insfrán         | Eber Wilson Solís       | Tercera Posición                            | 4.641                              | 1,36    |       |
| Gildo Insfrán         | Eber Wilson Solís       | Nuestra Bandera                             | 4.624                              | 1,36    |       |
| Gildo Insfrán         | Eber Wilson Solís       | Primero Formosa                             | 4.569                              | 1,34    |       |
| Gildo Insfrán         | Eber Wilson Solís       | Por la Justicia Social                      | 4.236                              | 1,24    |       |
| Gildo Insfrán         | Eber Wilson Solís       | Desarrollo en Acción                        | 4.213                              | 1,24    |       |
| Gildo Insfrán         | Eber Wilson Solís       | Formosa 2023                                | 4.125                              | 1,21    |       |
| Gildo Insfrán         | Eber Wilson Solís       | Juventud Unida para el Cambio               | 3.935                              | 1,16    |       |
| Gildo Insfrán         | Eber Wilson Solís       | Lealtad Peronista                           | 3.924                              | 1,15    |       |
| Gildo Insfrán         | Eber Wilson Solís       | Causa Peronista                             | 3.416                              | 1,00    |       |
| Gildo Insfrán         | Eber Wilson Solís       | Formosa Unida                               | 3.297                              | 0,97    |       |
| Gildo Insfrán         | Eber Wilson Solís       | Solidaridad                                 | 2.716                              | 0,80    |       |
| Gildo Insfrán         | Eber Wilson Solís       | Causa Provincial                            | 2.702                              | 0,79    |       |
| Gildo Insfrán         | Eber Wilson Solís       | Agrupación Vamos Juntos Compañeros          | 2.660                              | 0,78    |       |
| Gildo Insfrán         | Eber Wilson Solís       | N.E.S.T.O.R. Vive                           | 2.602                              | 0,76    |       |
| Gildo Insfrán         | Eber Wilson Solís       | Partido Popular                             | 2.589                              | 0,76    |       |
| Gildo Insfrán         | Eber Wilson Solís       | Formosa Activa                              | 2.570                              | 0,75    |       |
| Gildo Insfrán         | Eber Wilson Solís       | Emprender                                   | 2.462                              | 0,72    |       |
| Gildo Insfrán         | Eber Wilson Solís       | Techos Azules                               | 2.321                              | 0,68    |       |
| Gildo Insfrán         | Eber Wilson Solís       | Unidad y Compromiso 2023                    | 2.315                              | 0,68    |       |
| Gildo Insfrán         | Eber Wilson Solís       | Fuerza Renovadora                           | 2.091                              | 0,61    |       |
| Gildo Insfrán         | Eber Wilson Solís       | Aires de Progreso                           | 1.976                              | 0,58    |       |
| Gildo Insfrán         | Eber Wilson Solís       | Joven Renovación                            | 1.867                              | 0,55    |       |
| Gildo Insfrán         | Eber Wilson Solís       | Nuevo Encuentro                             | 1.750                              | 0,51    |       |
| Gildo Insfrán         | Eber Wilson Solís       | Comprometidos Cinco                         | 1.694                              | 0,50    |       |
| Gildo Insfrán         | Eber Wilson Solís       | J.O.F.R.E. 2023                             | 1.644                              | 0,48    |       |
| Gildo Insfrán         | Eber Wilson Solís       | Peronismo Unido                             | 1.642                              | 0,48    |       |
| Gildo Insfrán         | Eber Wilson Solís       | Unidos por la Fe                            | 1.638                              | 0,48    |       |
| Gildo Insfrán         | Eber Wilson Solís       | Formosa tu Ciudad                           | 1.609                              | 0,47    |       |
| Gildo Insfrán         | Eber Wilson Solís       | Fuerza Joven Peronista                      | 1.538                              | 0,45    |       |
| Gildo Insfrán         | Eber Wilson Solís       | Instrumento Electoral por la Unidad Popular | 1.435                              | 0,42    |       |
| Gildo Insfrán         | Eber Wilson Solís       | Partido Auténtico Formoseño                 | 1.396                              | 0,41    |       |
| Gildo Insfrán         | Eber Wilson Solís       | Partido Intransigente                       | 1.393                              | 0,41    |       |
| Gildo Insfrán         | Eber Wilson Solís       | Partido Fe                                  | 1.291                              | 0,38    |       |
| Gildo Insfrán         | Eber Wilson Solís       | Frente Transversal                          | 1.244                              | 0,37    |       |
| Gildo Insfrán         | Eber Wilson Solís       | Agrupación Solidaridad                      | 1.227                              | 0,36    |       |
| Gildo Insfrán         | Eber Wilson Solís       | Partido Juntos Podemos                      | 1.198                              | 0,35    |       |
| Gildo Insfrán         | Eber Wilson Solís       | Identidad Ciudadana                         | 1.197                              | 0,35    |       |
| Gildo Insfrán         | Eber Wilson Solís       | Unidad Ciudadana                            | 1.134                              | 0,33    |       |
| Gildo Insfrán         | Eber Wilson Solís       | Nuevos Valores                              | 1.088                              | 0,32    |       |
| Gildo Insfrán         | Eber Wilson Solís       | Entre Todos                                 | 1.057                              | 0,31    |       |
| Gildo Insfrán         | Eber Wilson Solís       | Partido Renacer de la Tercera Edad          | 1.048                              | 0,31    |       |
| Gildo Insfrán         | Eber Wilson Solís       | Partido de la Concertación FORJA            | 1.044                              | 0,31    |       |
| Gildo Insfrán         | Eber Wilson Solís       | A.F.C. Asociación Formoseña Comprometida    | 983                                | 0,29    |       |
| Gildo Insfrán         | Eber Wilson Solís       | Partido Demócrata Progresista               | 891                                | 0,26    |       |
| Gildo Insfrán         | Eber Wilson Solís       | Partido para el Hombre Nuevo                | 821                                | 0,24    |       |
| Gildo Insfrán         | Eber Wilson Solís       | Partido Acción Nativa                       | 786                                | 0,23    |       |
| Gildo Insfrán         | Eber Wilson Solís       | Partido Frente para Todos                   | 669                                | 0,20    |       |
| Gildo Insfrán         | Eber Wilson Solís       | Partido Renovador del Oeste                 | 639                                | 0,19    |       |
| Gildo Insfrán         | Eber Wilson Solís       | MAP - Movimiento de Acción Popular          | 599                                | 0,18    |       |
| Gildo Insfrán         | Eber Wilson Solís       | Kolina                                      | 595                                | 0,17    |       |
| Gildo Insfrán         | Eber Wilson Solís       | Movimiento de Acción Vecinal                | 590                                | 0,17    |       |
| Gildo Insfrán         | Eber Wilson Solís       | Partido Autonomista                         | 582                                | 0,17    |       |
| Gildo Insfrán         | Eber Wilson Solís       | Movimiento Peronista                        | 575                                | 0,17    |       |
| Gildo Insfrán         | Eber Wilson Solís       | Unidad Docente Intercultural                | 425                                | 0,12    |       |
| Gildo Insfrán         | Eber Wilson Solís       | Total Frente de la Victoria                 | Total Frente de la Victoria        | 239.023 | 69,97 |
| Fernando Carbajal     | María Fernanda Insfrán  |                                             | N.E.M.E.                           | 11.851  | 3,48  |
| Fernando Carbajal     | María Fernanda Insfrán  | Libres del Sur                              | 6.626                              | 1,95    |       |
| Fernando Carbajal     | María Fernanda Insfrán  | Acuerdo Social                              | 6.471                              | 1,90    |       |
| Fernando Carbajal     | María Fernanda Insfrán  | Juntos por el Cambio                        | 6.419                              | 1,89    |       |
| Fernando Carbajal     | María Fernanda Insfrán  | La Fuerza del Cambio                        | 5.150                              | 1,51    |       |
| Fernando Carbajal     | María Fernanda Insfrán  | Propuesta Republicana                       | 5.031                              | 1,48    |       |
| Fernando Carbajal     | María Fernanda Insfrán  | B.U.L.L.R.I.C.H. 2023                       | 4.413                              | 1,30    |       |
| Fernando Carbajal     | María Fernanda Insfrán  | Alianza Juntos Estamos con Vos              | 3.365                              | 0,99    |       |
| Fernando Carbajal     | María Fernanda Insfrán  | Formosa Cambia                              | 3.014                              | 0,89    |       |
| Fernando Carbajal     | María Fernanda Insfrán  | Elegí Cambiar                               | 2.997                              | 0,88    |       |
| Fernando Carbajal     | María Fernanda Insfrán  | Pensando Formosa                            | 2.843                              | 0,84    |       |
| Fernando Carbajal     | María Fernanda Insfrán  | Es con Vos                                  | 2.704                              | 0,79    |       |
| Fernando Carbajal     | María Fernanda Insfrán  | Movimiento de Integración y Desarrollo      | 1.985                              | 0,58    |       |
| Fernando Carbajal     | María Fernanda Insfrán  | El Cambio es con Vos                        | 1.717                              | 0,50    |       |
| Fernando Carbajal     | María Fernanda Insfrán  | Libres                                      | 1.633                              | 0,48    |       |
| Fernando Carbajal     | María Fernanda Insfrán  | Frente Cambia Formosa                       | 1.558                              | 0,46    |       |
| Fernando Carbajal     | María Fernanda Insfrán  | Unión Popular                               | 1.220                              | 0,36    |       |
| Fernando Carbajal     | María Fernanda Insfrán  | Total Frente Amplio Formoseño               | Total Frente Amplio Formoseño      | 68.997  | 20,20 |
| Francisco Paoltroni   | Noemí Beatriz Argañarás |                                             | Libertad, Trabajo y Progreso       | 15.351  | 4,51  |
| Francisco Paoltroni   | Noemí Beatriz Argañarás | Hagamos Historia                            | 8.704                              | 2,56    |       |
| Francisco Paoltroni   | Noemí Beatriz Argañarás | Formosa Posible                             | 8.343                              | 2,45    |       |
| Francisco Paoltroni   | Noemí Beatriz Argañarás | Total Libertad, Trabajo y Progreso          | Total Libertad, Trabajo y Progreso | 32.398  | 9,48  |
| Carlos Fabián Servín  | Rafael Jorge Martínez   |                                             | Partido Obrero                     | 1.196   | 0,35  |
| Votos afirmativos     | Votos afirmativos       | Votos afirmativos                           | Votos afirmativos                  | 341.614 | 94,03 |
| Votos en blanco       | Votos en blanco         | Votos en blanco                             | Votos en blanco                    | 18.205  | 5,03  |
| Votos nulos           | Votos nulos             | Votos nulos                                 | Votos nulos                        | 3.407   | 0,94  |
| Participación         | Participación           | Participación                               | Participación                      | 363.226 | 75,44 |
| Electores registrados | Electores registrados   | Electores registrados                       | Electores registrados              | 479.879 | 100   |
| Fuente:               |                         |                                             |                                    |         |       |

### Cámara de Diputados
| ← 2021 · Cámara de Diputados · 2025 → | ← 2021 · Cámara de Diputados · 2025 → | ← 2021 · Cámara de Diputados · 2025 → | ← 2021 · Cámara de Diputados · 2025 → | ← 2021 · Cámara de Diputados · 2025 → | ← 2021 · Cámara de Diputados · 2025 → | ← 2021 · Cámara de Diputados · 2025 → | ← 2021 · Cámara de Diputados · 2025 → | ← 2021 · Cámara de Diputados · 2025 → | ← 2021 · Cámara de Diputados · 2025 → |
| Lema | Lema                                  | Candidatos | Sublema                               | Sublema                               | Sublema                               | Sublema                               | Lema                                  | Lema                                  | Lema                                  |
| Lema | Lema                                  | Candidatos | Sublema                               | Votos                                 | %                                     | Bancas                                | Votos                                 | %                                     | Bancas                                |
| --- | ------------------------------------- | --- | ------------------------------------- | ------------------------------------- | ------------------------------------- | ------------------------------------- | ------------------------------------- | ------------------------------------- | ------------------------------------- |
| | Frente de la Victoria                 | 1. Armando Felipe Cabrera 2. Inés Beatriz Lotto 3. Carlos Hugo Insfrán 4. Clara Graciela Doroñuc 5. Pablo Alcides Sosa 6. Yanina Insfrán 7. Hugo Orlando García 8. Elena María García 9. Lucas Federico Rodríguez 10. Irma Emilia Zaragoza 11. Sinforiano López 12. Micaela Martínez 13. Meliano Leonel Acosta 14. María Florencia Olmedo 15. Fernando Gabriel Aranda                                      | Alianza Frente de la Victoria         | 46.152                                | 19,61                                 | 11/15                                 | 235.354                               | 71,08                                 | 11/15                                 |
| 17 de Octubre | Frente de la Victoria                 | 1. Armando Felipe Cabrera 2. Inés Beatriz Lotto 3. Carlos Hugo Insfrán 4. Clara Graciela Doroñuc 5. Pablo Alcides Sosa 6. Yanina Insfrán 7. Hugo Orlando García 8. Elena María García 9. Lucas Federico Rodríguez 10. Irma Emilia Zaragoza 11. Sinforiano López 12. Micaela Martínez 13. Meliano Leonel Acosta 14. María Florencia Olmedo 15. Fernando Gabriel Aranda                                      | 21.274                                | 9,04                                  |                                       | 11/15                                 | 235.354                               | 71,08                                 | 11/15                                 |
| Movimiento Evita | Frente de la Victoria                 | 1. Armando Felipe Cabrera 2. Inés Beatriz Lotto 3. Carlos Hugo Insfrán 4. Clara Graciela Doroñuc 5. Pablo Alcides Sosa 6. Yanina Insfrán 7. Hugo Orlando García 8. Elena María García 9. Lucas Federico Rodríguez 10. Irma Emilia Zaragoza 11. Sinforiano López 12. Micaela Martínez 13. Meliano Leonel Acosta 14. María Florencia Olmedo 15. Fernando Gabriel Aranda                                      | 12.164                                | 5,17                                  |                                       | 11/15                                 | 235.354                               | 71,08                                 | 11/15                                 |
| Unidos Venceremos | Frente de la Victoria                 | 1. Armando Felipe Cabrera 2. Inés Beatriz Lotto 3. Carlos Hugo Insfrán 4. Clara Graciela Doroñuc 5. Pablo Alcides Sosa 6. Yanina Insfrán 7. Hugo Orlando García 8. Elena María García 9. Lucas Federico Rodríguez 10. Irma Emilia Zaragoza 11. Sinforiano López 12. Micaela Martínez 13. Meliano Leonel Acosta 14. María Florencia Olmedo 15. Fernando Gabriel Aranda                                      | 11.962                                | 5,08                                  |                                       | 11/15                                 | 235.354                               | 71,08                                 | 11/15                                 |
| Valores Ciudadanos | Frente de la Victoria                 | 1. Armando Felipe Cabrera 2. Inés Beatriz Lotto 3. Carlos Hugo Insfrán 4. Clara Graciela Doroñuc 5. Pablo Alcides Sosa 6. Yanina Insfrán 7. Hugo Orlando García 8. Elena María García 9. Lucas Federico Rodríguez 10. Irma Emilia Zaragoza 11. Sinforiano López 12. Micaela Martínez 13. Meliano Leonel Acosta 14. María Florencia Olmedo 15. Fernando Gabriel Aranda                                      | 11.465                                | 4,87                                  |                                       | 11/15                                 | 235.354                               | 71,08                                 | 11/15                                 |
| Formosa para Todos | Frente de la Victoria                 | 1. Armando Felipe Cabrera 2. Inés Beatriz Lotto 3. Carlos Hugo Insfrán 4. Clara Graciela Doroñuc 5. Pablo Alcides Sosa 6. Yanina Insfrán 7. Hugo Orlando García 8. Elena María García 9. Lucas Federico Rodríguez 10. Irma Emilia Zaragoza 11. Sinforiano López 12. Micaela Martínez 13. Meliano Leonel Acosta 14. María Florencia Olmedo 15. Fernando Gabriel Aranda                                      | 6.591                                 | 2,80                                  |                                       | 11/15                                 | 235.354                               | 71,08                                 | 11/15                                 |
| G.I.L.D.O. 2023 | Frente de la Victoria                 | 1. Armando Felipe Cabrera 2. Inés Beatriz Lotto 3. Carlos Hugo Insfrán 4. Clara Graciela Doroñuc 5. Pablo Alcides Sosa 6. Yanina Insfrán 7. Hugo Orlando García 8. Elena María García 9. Lucas Federico Rodríguez 10. Irma Emilia Zaragoza 11. Sinforiano López 12. Micaela Martínez 13. Meliano Leonel Acosta 14. María Florencia Olmedo 15. Fernando Gabriel Aranda                                      | 5.816                                 | 2,47                                  |                                       | 11/15                                 | 235.354                               | 71,08                                 | 11/15                                 |
| Jóvenes en Acción | Frente de la Victoria                 | 1. Armando Felipe Cabrera 2. Inés Beatriz Lotto 3. Carlos Hugo Insfrán 4. Clara Graciela Doroñuc 5. Pablo Alcides Sosa 6. Yanina Insfrán 7. Hugo Orlando García 8. Elena María García 9. Lucas Federico Rodríguez 10. Irma Emilia Zaragoza 11. Sinforiano López 12. Micaela Martínez 13. Meliano Leonel Acosta 14. María Florencia Olmedo 15. Fernando Gabriel Aranda                                      | 5.794                                 | 2,46                                  |                                       | 11/15                                 | 235.354                               | 71,08                                 | 11/15                                 |
| Laburo por mi Barrio | Frente de la Victoria                 | 1. Armando Felipe Cabrera 2. Inés Beatriz Lotto 3. Carlos Hugo Insfrán 4. Clara Graciela Doroñuc 5. Pablo Alcides Sosa 6. Yanina Insfrán 7. Hugo Orlando García 8. Elena María García 9. Lucas Federico Rodríguez 10. Irma Emilia Zaragoza 11. Sinforiano López 12. Micaela Martínez 13. Meliano Leonel Acosta 14. María Florencia Olmedo 15. Fernando Gabriel Aranda                                      | 5.756                                 | 2,45                                  |                                       | 11/15                                 | 235.354                               | 71,08                                 | 11/15                                 |
| Compromiso Formoseño | Frente de la Victoria                 | 1. Armando Felipe Cabrera 2. Inés Beatriz Lotto 3. Carlos Hugo Insfrán 4. Clara Graciela Doroñuc 5. Pablo Alcides Sosa 6. Yanina Insfrán 7. Hugo Orlando García 8. Elena María García 9. Lucas Federico Rodríguez 10. Irma Emilia Zaragoza 11. Sinforiano López 12. Micaela Martínez 13. Meliano Leonel Acosta 14. María Florencia Olmedo 15. Fernando Gabriel Aranda                                      | 5.295                                 | 2,25                                  |                                       | 11/15                                 | 235.354                               | 71,08                                 | 11/15                                 |
| Primero Formosa | Frente de la Victoria                 | 1. Armando Felipe Cabrera 2. Inés Beatriz Lotto 3. Carlos Hugo Insfrán 4. Clara Graciela Doroñuc 5. Pablo Alcides Sosa 6. Yanina Insfrán 7. Hugo Orlando García 8. Elena María García 9. Lucas Federico Rodríguez 10. Irma Emilia Zaragoza 11. Sinforiano López 12. Micaela Martínez 13. Meliano Leonel Acosta 14. María Florencia Olmedo 15. Fernando Gabriel Aranda                                      | 4.538                                 | 1,93                                  |                                       | 11/15                                 | 235.354                               | 71,08                                 | 11/15                                 |
| Tercera Posición | Frente de la Victoria                 | 1. Armando Felipe Cabrera 2. Inés Beatriz Lotto 3. Carlos Hugo Insfrán 4. Clara Graciela Doroñuc 5. Pablo Alcides Sosa 6. Yanina Insfrán 7. Hugo Orlando García 8. Elena María García 9. Lucas Federico Rodríguez 10. Irma Emilia Zaragoza 11. Sinforiano López 12. Micaela Martínez 13. Meliano Leonel Acosta 14. María Florencia Olmedo 15. Fernando Gabriel Aranda                                      | 4.535                                 | 1,93                                  |                                       | 11/15                                 | 235.354                               | 71,08                                 | 11/15                                 |
| Nuestra Bandera | Frente de la Victoria                 | 1. Armando Felipe Cabrera 2. Inés Beatriz Lotto 3. Carlos Hugo Insfrán 4. Clara Graciela Doroñuc 5. Pablo Alcides Sosa 6. Yanina Insfrán 7. Hugo Orlando García 8. Elena María García 9. Lucas Federico Rodríguez 10. Irma Emilia Zaragoza 11. Sinforiano López 12. Micaela Martínez 13. Meliano Leonel Acosta 14. María Florencia Olmedo 15. Fernando Gabriel Aranda                                      | 4.441                                 | 1,89                                  |                                       | 11/15                                 | 235.354                               | 71,08                                 | 11/15                                 |
| Formosa 2023 | Frente de la Victoria                 | 1. Armando Felipe Cabrera 2. Inés Beatriz Lotto 3. Carlos Hugo Insfrán 4. Clara Graciela Doroñuc 5. Pablo Alcides Sosa 6. Yanina Insfrán 7. Hugo Orlando García 8. Elena María García 9. Lucas Federico Rodríguez 10. Irma Emilia Zaragoza 11. Sinforiano López 12. Micaela Martínez 13. Meliano Leonel Acosta 14. María Florencia Olmedo 15. Fernando Gabriel Aranda                                      | 4.114                                 | 1,75                                  |                                       | 11/15                                 | 235.354                               | 71,08                                 | 11/15                                 |
| Por la Justicia Social | Frente de la Victoria                 | 1. Armando Felipe Cabrera 2. Inés Beatriz Lotto 3. Carlos Hugo Insfrán 4. Clara Graciela Doroñuc 5. Pablo Alcides Sosa 6. Yanina Insfrán 7. Hugo Orlando García 8. Elena María García 9. Lucas Federico Rodríguez 10. Irma Emilia Zaragoza 11. Sinforiano López 12. Micaela Martínez 13. Meliano Leonel Acosta 14. María Florencia Olmedo 15. Fernando Gabriel Aranda                                      | 4.111                                 | 1,75                                  |                                       | 11/15                                 | 235.354                               | 71,08                                 | 11/15                                 |
| Desarrollo en Acción | Frente de la Victoria                 | 1. Armando Felipe Cabrera 2. Inés Beatriz Lotto 3. Carlos Hugo Insfrán 4. Clara Graciela Doroñuc 5. Pablo Alcides Sosa 6. Yanina Insfrán 7. Hugo Orlando García 8. Elena María García 9. Lucas Federico Rodríguez 10. Irma Emilia Zaragoza 11. Sinforiano López 12. Micaela Martínez 13. Meliano Leonel Acosta 14. María Florencia Olmedo 15. Fernando Gabriel Aranda                                      | 4.109                                 | 1,75                                  |                                       | 11/15                                 | 235.354                               | 71,08                                 | 11/15                                 |
| Juventud Unida para el Cambio | Frente de la Victoria                 | 1. Armando Felipe Cabrera 2. Inés Beatriz Lotto 3. Carlos Hugo Insfrán 4. Clara Graciela Doroñuc 5. Pablo Alcides Sosa 6. Yanina Insfrán 7. Hugo Orlando García 8. Elena María García 9. Lucas Federico Rodríguez 10. Irma Emilia Zaragoza 11. Sinforiano López 12. Micaela Martínez 13. Meliano Leonel Acosta 14. María Florencia Olmedo 15. Fernando Gabriel Aranda                                      | 3.883                                 | 1,65                                  |                                       | 11/15                                 | 235.354                               | 71,08                                 | 11/15                                 |
| Lealtad Peronista | Frente de la Victoria                 | 1. Armando Felipe Cabrera 2. Inés Beatriz Lotto 3. Carlos Hugo Insfrán 4. Clara Graciela Doroñuc 5. Pablo Alcides Sosa 6. Yanina Insfrán 7. Hugo Orlando García 8. Elena María García 9. Lucas Federico Rodríguez 10. Irma Emilia Zaragoza 11. Sinforiano López 12. Micaela Martínez 13. Meliano Leonel Acosta 14. María Florencia Olmedo 15. Fernando Gabriel Aranda                                      | 3.837                                 | 1,63                                  |                                       | 11/15                                 | 235.354                               | 71,08                                 | 11/15                                 |
| Causa Peronista | Frente de la Victoria                 | 1. Armando Felipe Cabrera 2. Inés Beatriz Lotto 3. Carlos Hugo Insfrán 4. Clara Graciela Doroñuc 5. Pablo Alcides Sosa 6. Yanina Insfrán 7. Hugo Orlando García 8. Elena María García 9. Lucas Federico Rodríguez 10. Irma Emilia Zaragoza 11. Sinforiano López 12. Micaela Martínez 13. Meliano Leonel Acosta 14. María Florencia Olmedo 15. Fernando Gabriel Aranda                                      | 3.408                                 | 1,45                                  |                                       | 11/15                                 | 235.354                               | 71,08                                 | 11/15                                 |
| Formosa Unida | Frente de la Victoria                 | 1. Armando Felipe Cabrera 2. Inés Beatriz Lotto 3. Carlos Hugo Insfrán 4. Clara Graciela Doroñuc 5. Pablo Alcides Sosa 6. Yanina Insfrán 7. Hugo Orlando García 8. Elena María García 9. Lucas Federico Rodríguez 10. Irma Emilia Zaragoza 11. Sinforiano López 12. Micaela Martínez 13. Meliano Leonel Acosta 14. María Florencia Olmedo 15. Fernando Gabriel Aranda                                      | 3.323                                 | 1,41                                  |                                       | 11/15                                 | 235.354                               | 71,08                                 | 11/15                                 |
| Solidaridad | Frente de la Victoria                 | 1. Armando Felipe Cabrera 2. Inés Beatriz Lotto 3. Carlos Hugo Insfrán 4. Clara Graciela Doroñuc 5. Pablo Alcides Sosa 6. Yanina Insfrán 7. Hugo Orlando García 8. Elena María García 9. Lucas Federico Rodríguez 10. Irma Emilia Zaragoza 11. Sinforiano López 12. Micaela Martínez 13. Meliano Leonel Acosta 14. María Florencia Olmedo 15. Fernando Gabriel Aranda                                      | 2.711                                 | 1,15                                  |                                       | 11/15                                 | 235.354                               | 71,08                                 | 11/15                                 |
| Agrupación Vamos Juntos Compañeros | Frente de la Victoria                 | 1. Armando Felipe Cabrera 2. Inés Beatriz Lotto 3. Carlos Hugo Insfrán 4. Clara Graciela Doroñuc 5. Pablo Alcides Sosa 6. Yanina Insfrán 7. Hugo Orlando García 8. Elena María García 9. Lucas Federico Rodríguez 10. Irma Emilia Zaragoza 11. Sinforiano López 12. Micaela Martínez 13. Meliano Leonel Acosta 14. María Florencia Olmedo 15. Fernando Gabriel Aranda                                      | 2.607                                 | 1,11                                  |                                       | 11/15                                 | 235.354                               | 71,08                                 | 11/15                                 |
| Causa Provincial | Frente de la Victoria                 | 1. Armando Felipe Cabrera 2. Inés Beatriz Lotto 3. Carlos Hugo Insfrán 4. Clara Graciela Doroñuc 5. Pablo Alcides Sosa 6. Yanina Insfrán 7. Hugo Orlando García 8. Elena María García 9. Lucas Federico Rodríguez 10. Irma Emilia Zaragoza 11. Sinforiano López 12. Micaela Martínez 13. Meliano Leonel Acosta 14. María Florencia Olmedo 15. Fernando Gabriel Aranda                                      | 2.583                                 | 1,10                                  |                                       | 11/15                                 | 235.354                               | 71,08                                 | 11/15                                 |
| Formosa Activa | Frente de la Victoria                 | 1. Armando Felipe Cabrera 2. Inés Beatriz Lotto 3. Carlos Hugo Insfrán 4. Clara Graciela Doroñuc 5. Pablo Alcides Sosa 6. Yanina Insfrán 7. Hugo Orlando García 8. Elena María García 9. Lucas Federico Rodríguez 10. Irma Emilia Zaragoza 11. Sinforiano López 12. Micaela Martínez 13. Meliano Leonel Acosta 14. María Florencia Olmedo 15. Fernando Gabriel Aranda                                      | 2.554                                 | 1,09                                  |                                       | 11/15                                 | 235.354                               | 71,08                                 | 11/15                                 |
| N.E.S.T.O.R. Vive | Frente de la Victoria                 | 1. Armando Felipe Cabrera 2. Inés Beatriz Lotto 3. Carlos Hugo Insfrán 4. Clara Graciela Doroñuc 5. Pablo Alcides Sosa 6. Yanina Insfrán 7. Hugo Orlando García 8. Elena María García 9. Lucas Federico Rodríguez 10. Irma Emilia Zaragoza 11. Sinforiano López 12. Micaela Martínez 13. Meliano Leonel Acosta 14. María Florencia Olmedo 15. Fernando Gabriel Aranda                                      | 2.544                                 | 1,08                                  |                                       | 11/15                                 | 235.354                               | 71,08                                 | 11/15                                 |
| Partido Popular | Frente de la Victoria                 | 1. Armando Felipe Cabrera 2. Inés Beatriz Lotto 3. Carlos Hugo Insfrán 4. Clara Graciela Doroñuc 5. Pablo Alcides Sosa 6. Yanina Insfrán 7. Hugo Orlando García 8. Elena María García 9. Lucas Federico Rodríguez 10. Irma Emilia Zaragoza 11. Sinforiano López 12. Micaela Martínez 13. Meliano Leonel Acosta 14. María Florencia Olmedo 15. Fernando Gabriel Aranda                                      | 2.506                                 | 1,06                                  |                                       | 11/15                                 | 235.354                               | 71,08                                 | 11/15                                 |
| Emprender | Frente de la Victoria                 | 1. Armando Felipe Cabrera 2. Inés Beatriz Lotto 3. Carlos Hugo Insfrán 4. Clara Graciela Doroñuc 5. Pablo Alcides Sosa 6. Yanina Insfrán 7. Hugo Orlando García 8. Elena María García 9. Lucas Federico Rodríguez 10. Irma Emilia Zaragoza 11. Sinforiano López 12. Micaela Martínez 13. Meliano Leonel Acosta 14. María Florencia Olmedo 15. Fernando Gabriel Aranda                                      | 2.456                                 | 1,04                                  |                                       | 11/15                                 | 235.354                               | 71,08                                 | 11/15                                 |
| Techos Azules | Frente de la Victoria                 | 1. Armando Felipe Cabrera 2. Inés Beatriz Lotto 3. Carlos Hugo Insfrán 4. Clara Graciela Doroñuc 5. Pablo Alcides Sosa 6. Yanina Insfrán 7. Hugo Orlando García 8. Elena María García 9. Lucas Federico Rodríguez 10. Irma Emilia Zaragoza 11. Sinforiano López 12. Micaela Martínez 13. Meliano Leonel Acosta 14. María Florencia Olmedo 15. Fernando Gabriel Aranda                                      | 2.275                                 | 0,97                                  |                                       | 11/15                                 | 235.354                               | 71,08                                 | 11/15                                 |
| Unidad y Compromiso 2023 | Frente de la Victoria                 | 1. Armando Felipe Cabrera 2. Inés Beatriz Lotto 3. Carlos Hugo Insfrán 4. Clara Graciela Doroñuc 5. Pablo Alcides Sosa 6. Yanina Insfrán 7. Hugo Orlando García 8. Elena María García 9. Lucas Federico Rodríguez 10. Irma Emilia Zaragoza 11. Sinforiano López 12. Micaela Martínez 13. Meliano Leonel Acosta 14. María Florencia Olmedo 15. Fernando Gabriel Aranda                                      | 2.273                                 | 0,97                                  |                                       | 11/15                                 | 235.354                               | 71,08                                 | 11/15                                 |
| Fuerza Renovadora | Frente de la Victoria                 | 1. Armando Felipe Cabrera 2. Inés Beatriz Lotto 3. Carlos Hugo Insfrán 4. Clara Graciela Doroñuc 5. Pablo Alcides Sosa 6. Yanina Insfrán 7. Hugo Orlando García 8. Elena María García 9. Lucas Federico Rodríguez 10. Irma Emilia Zaragoza 11. Sinforiano López 12. Micaela Martínez 13. Meliano Leonel Acosta 14. María Florencia Olmedo 15. Fernando Gabriel Aranda                                      | 2.061                                 | 0,88                                  |                                       | 11/15                                 | 235.354                               | 71,08                                 | 11/15                                 |
| Aires de Progreso | Frente de la Victoria                 | 1. Armando Felipe Cabrera 2. Inés Beatriz Lotto 3. Carlos Hugo Insfrán 4. Clara Graciela Doroñuc 5. Pablo Alcides Sosa 6. Yanina Insfrán 7. Hugo Orlando García 8. Elena María García 9. Lucas Federico Rodríguez 10. Irma Emilia Zaragoza 11. Sinforiano López 12. Micaela Martínez 13. Meliano Leonel Acosta 14. María Florencia Olmedo 15. Fernando Gabriel Aranda                                      | 1.923                                 | 0,82                                  |                                       | 11/15                                 | 235.354                               | 71,08                                 | 11/15                                 |
| Joven Renovación | Frente de la Victoria                 | 1. Armando Felipe Cabrera 2. Inés Beatriz Lotto 3. Carlos Hugo Insfrán 4. Clara Graciela Doroñuc 5. Pablo Alcides Sosa 6. Yanina Insfrán 7. Hugo Orlando García 8. Elena María García 9. Lucas Federico Rodríguez 10. Irma Emilia Zaragoza 11. Sinforiano López 12. Micaela Martínez 13. Meliano Leonel Acosta 14. María Florencia Olmedo 15. Fernando Gabriel Aranda                                      | 1.875                                 | 0,80                                  |                                       | 11/15                                 | 235.354                               | 71,08                                 | 11/15                                 |
| Nuevo Encuentro | Frente de la Victoria                 | 1. Armando Felipe Cabrera 2. Inés Beatriz Lotto 3. Carlos Hugo Insfrán 4. Clara Graciela Doroñuc 5. Pablo Alcides Sosa 6. Yanina Insfrán 7. Hugo Orlando García 8. Elena María García 9. Lucas Federico Rodríguez 10. Irma Emilia Zaragoza 11. Sinforiano López 12. Micaela Martínez 13. Meliano Leonel Acosta 14. María Florencia Olmedo 15. Fernando Gabriel Aranda                                      | 1.728                                 | 0,73                                  |                                       | 11/15                                 | 235.354                               | 71,08                                 | 11/15                                 |
| Comprometidos Cinco | Frente de la Victoria                 | 1. Armando Felipe Cabrera 2. Inés Beatriz Lotto 3. Carlos Hugo Insfrán 4. Clara Graciela Doroñuc 5. Pablo Alcides Sosa 6. Yanina Insfrán 7. Hugo Orlando García 8. Elena María García 9. Lucas Federico Rodríguez 10. Irma Emilia Zaragoza 11. Sinforiano López 12. Micaela Martínez 13. Meliano Leonel Acosta 14. María Florencia Olmedo 15. Fernando Gabriel Aranda                                      | 1.635                                 | 0,69                                  |                                       | 11/15                                 | 235.354                               | 71,08                                 | 11/15                                 |
| J.O.F.R.E. 2023 | Frente de la Victoria                 | 1. Armando Felipe Cabrera 2. Inés Beatriz Lotto 3. Carlos Hugo Insfrán 4. Clara Graciela Doroñuc 5. Pablo Alcides Sosa 6. Yanina Insfrán 7. Hugo Orlando García 8. Elena María García 9. Lucas Federico Rodríguez 10. Irma Emilia Zaragoza 11. Sinforiano López 12. Micaela Martínez 13. Meliano Leonel Acosta 14. María Florencia Olmedo 15. Fernando Gabriel Aranda                                      | 1.623                                 | 0,69                                  |                                       | 11/15                                 | 235.354                               | 71,08                                 | 11/15                                 |
| Peronismo Unido | Frente de la Victoria                 | 1. Armando Felipe Cabrera 2. Inés Beatriz Lotto 3. Carlos Hugo Insfrán 4. Clara Graciela Doroñuc 5. Pablo Alcides Sosa 6. Yanina Insfrán 7. Hugo Orlando García 8. Elena María García 9. Lucas Federico Rodríguez 10. Irma Emilia Zaragoza 11. Sinforiano López 12. Micaela Martínez 13. Meliano Leonel Acosta 14. María Florencia Olmedo 15. Fernando Gabriel Aranda                                      | 1.592                                 | 0,68                                  |                                       | 11/15                                 | 235.354                               | 71,08                                 | 11/15                                 |
| Unidos por la Fe | Frente de la Victoria                 | 1. Armando Felipe Cabrera 2. Inés Beatriz Lotto 3. Carlos Hugo Insfrán 4. Clara Graciela Doroñuc 5. Pablo Alcides Sosa 6. Yanina Insfrán 7. Hugo Orlando García 8. Elena María García 9. Lucas Federico Rodríguez 10. Irma Emilia Zaragoza 11. Sinforiano López 12. Micaela Martínez 13. Meliano Leonel Acosta 14. María Florencia Olmedo 15. Fernando Gabriel Aranda                                      | 1.590                                 | 0,68                                  |                                       | 11/15                                 | 235.354                               | 71,08                                 | 11/15                                 |
| Formosa tu Ciudad | Frente de la Victoria                 | 1. Armando Felipe Cabrera 2. Inés Beatriz Lotto 3. Carlos Hugo Insfrán 4. Clara Graciela Doroñuc 5. Pablo Alcides Sosa 6. Yanina Insfrán 7. Hugo Orlando García 8. Elena María García 9. Lucas Federico Rodríguez 10. Irma Emilia Zaragoza 11. Sinforiano López 12. Micaela Martínez 13. Meliano Leonel Acosta 14. María Florencia Olmedo 15. Fernando Gabriel Aranda                                      | 1.572                                 | 0,67                                  |                                       | 11/15                                 | 235.354                               | 71,08                                 | 11/15                                 |
| Fuerza Joven Peronista | Frente de la Victoria                 | 1. Armando Felipe Cabrera 2. Inés Beatriz Lotto 3. Carlos Hugo Insfrán 4. Clara Graciela Doroñuc 5. Pablo Alcides Sosa 6. Yanina Insfrán 7. Hugo Orlando García 8. Elena María García 9. Lucas Federico Rodríguez 10. Irma Emilia Zaragoza 11. Sinforiano López 12. Micaela Martínez 13. Meliano Leonel Acosta 14. María Florencia Olmedo 15. Fernando Gabriel Aranda                                      | 1.509                                 | 0,64                                  |                                       | 11/15                                 | 235.354                               | 71,08                                 | 11/15                                 |
| Instrumento Electoral por la Unidad Popular | Frente de la Victoria                 | 1. Armando Felipe Cabrera 2. Inés Beatriz Lotto 3. Carlos Hugo Insfrán 4. Clara Graciela Doroñuc 5. Pablo Alcides Sosa 6. Yanina Insfrán 7. Hugo Orlando García 8. Elena María García 9. Lucas Federico Rodríguez 10. Irma Emilia Zaragoza 11. Sinforiano López 12. Micaela Martínez 13. Meliano Leonel Acosta 14. María Florencia Olmedo 15. Fernando Gabriel Aranda                                      | 1.372                                 | 0,58                                  |                                       | 11/15                                 | 235.354                               | 71,08                                 | 11/15                                 |
| Partido Intransigente | Frente de la Victoria                 | 1. Armando Felipe Cabrera 2. Inés Beatriz Lotto 3. Carlos Hugo Insfrán 4. Clara Graciela Doroñuc 5. Pablo Alcides Sosa 6. Yanina Insfrán 7. Hugo Orlando García 8. Elena María García 9. Lucas Federico Rodríguez 10. Irma Emilia Zaragoza 11. Sinforiano López 12. Micaela Martínez 13. Meliano Leonel Acosta 14. María Florencia Olmedo 15. Fernando Gabriel Aranda                                      | 1.339                                 | 0,57                                  |                                       | 11/15                                 | 235.354                               | 71,08                                 | 11/15                                 |
| Partido Auténtico Formoseño | Frente de la Victoria                 | 1. Armando Felipe Cabrera 2. Inés Beatriz Lotto 3. Carlos Hugo Insfrán 4. Clara Graciela Doroñuc 5. Pablo Alcides Sosa 6. Yanina Insfrán 7. Hugo Orlando García 8. Elena María García 9. Lucas Federico Rodríguez 10. Irma Emilia Zaragoza 11. Sinforiano López 12. Micaela Martínez 13. Meliano Leonel Acosta 14. María Florencia Olmedo 15. Fernando Gabriel Aranda                                      | 1.329                                 | 0,56                                  |                                       | 11/15                                 | 235.354                               | 71,08                                 | 11/15                                 |
| Partido Fe | Frente de la Victoria                 | 1. Armando Felipe Cabrera 2. Inés Beatriz Lotto 3. Carlos Hugo Insfrán 4. Clara Graciela Doroñuc 5. Pablo Alcides Sosa 6. Yanina Insfrán 7. Hugo Orlando García 8. Elena María García 9. Lucas Federico Rodríguez 10. Irma Emilia Zaragoza 11. Sinforiano López 12. Micaela Martínez 13. Meliano Leonel Acosta 14. María Florencia Olmedo 15. Fernando Gabriel Aranda                                      | 1.253                                 | 0,53                                  |                                       | 11/15                                 | 235.354                               | 71,08                                 | 11/15                                 |
| Partido Juntos Podemos | Frente de la Victoria                 | 1. Armando Felipe Cabrera 2. Inés Beatriz Lotto 3. Carlos Hugo Insfrán 4. Clara Graciela Doroñuc 5. Pablo Alcides Sosa 6. Yanina Insfrán 7. Hugo Orlando García 8. Elena María García 9. Lucas Federico Rodríguez 10. Irma Emilia Zaragoza 11. Sinforiano López 12. Micaela Martínez 13. Meliano Leonel Acosta 14. María Florencia Olmedo 15. Fernando Gabriel Aranda                                      | 1.220                                 | 0,52                                  |                                       | 11/15                                 | 235.354                               | 71,08                                 | 11/15                                 |
| Frente Transversal | Frente de la Victoria                 | 1. Armando Felipe Cabrera 2. Inés Beatriz Lotto 3. Carlos Hugo Insfrán 4. Clara Graciela Doroñuc 5. Pablo Alcides Sosa 6. Yanina Insfrán 7. Hugo Orlando García 8. Elena María García 9. Lucas Federico Rodríguez 10. Irma Emilia Zaragoza 11. Sinforiano López 12. Micaela Martínez 13. Meliano Leonel Acosta 14. María Florencia Olmedo 15. Fernando Gabriel Aranda                                      | 1.214                                 | 0,52                                  |                                       | 11/15                                 | 235.354                               | 71,08                                 | 11/15                                 |
| Agrupación Solidaridad | Frente de la Victoria                 | 1. Armando Felipe Cabrera 2. Inés Beatriz Lotto 3. Carlos Hugo Insfrán 4. Clara Graciela Doroñuc 5. Pablo Alcides Sosa 6. Yanina Insfrán 7. Hugo Orlando García 8. Elena María García 9. Lucas Federico Rodríguez 10. Irma Emilia Zaragoza 11. Sinforiano López 12. Micaela Martínez 13. Meliano Leonel Acosta 14. María Florencia Olmedo 15. Fernando Gabriel Aranda                                      | 1.201                                 | 0,51                                  |                                       | 11/15                                 | 235.354                               | 71,08                                 | 11/15                                 |
| Identidad Ciudadana | Frente de la Victoria                 | 1. Armando Felipe Cabrera 2. Inés Beatriz Lotto 3. Carlos Hugo Insfrán 4. Clara Graciela Doroñuc 5. Pablo Alcides Sosa 6. Yanina Insfrán 7. Hugo Orlando García 8. Elena María García 9. Lucas Federico Rodríguez 10. Irma Emilia Zaragoza 11. Sinforiano López 12. Micaela Martínez 13. Meliano Leonel Acosta 14. María Florencia Olmedo 15. Fernando Gabriel Aranda                                      | 1.185                                 | 0,50                                  |                                       | 11/15                                 | 235.354                               | 71,08                                 | 11/15                                 |
| Unidad Ciudadana | Frente de la Victoria                 | 1. Armando Felipe Cabrera 2. Inés Beatriz Lotto 3. Carlos Hugo Insfrán 4. Clara Graciela Doroñuc 5. Pablo Alcides Sosa 6. Yanina Insfrán 7. Hugo Orlando García 8. Elena María García 9. Lucas Federico Rodríguez 10. Irma Emilia Zaragoza 11. Sinforiano López 12. Micaela Martínez 13. Meliano Leonel Acosta 14. María Florencia Olmedo 15. Fernando Gabriel Aranda                                      | 1.117                                 | 0,47                                  |                                       | 11/15                                 | 235.354                               | 71,08                                 | 11/15                                 |
| Entre Todos | Frente de la Victoria                 | 1. Armando Felipe Cabrera 2. Inés Beatriz Lotto 3. Carlos Hugo Insfrán 4. Clara Graciela Doroñuc 5. Pablo Alcides Sosa 6. Yanina Insfrán 7. Hugo Orlando García 8. Elena María García 9. Lucas Federico Rodríguez 10. Irma Emilia Zaragoza 11. Sinforiano López 12. Micaela Martínez 13. Meliano Leonel Acosta 14. María Florencia Olmedo 15. Fernando Gabriel Aranda                                      | 1.032                                 | 0,44                                  |                                       | 11/15                                 | 235.354                               | 71,08                                 | 11/15                                 |
| Partido Renacer de la Tercera Edad | Frente de la Victoria                 | 1. Armando Felipe Cabrera 2. Inés Beatriz Lotto 3. Carlos Hugo Insfrán 4. Clara Graciela Doroñuc 5. Pablo Alcides Sosa 6. Yanina Insfrán 7. Hugo Orlando García 8. Elena María García 9. Lucas Federico Rodríguez 10. Irma Emilia Zaragoza 11. Sinforiano López 12. Micaela Martínez 13. Meliano Leonel Acosta 14. María Florencia Olmedo 15. Fernando Gabriel Aranda                                      | 1.017                                 | 0,43                                  |                                       | 11/15                                 | 235.354                               | 71,08                                 | 11/15                                 |
| Nuevos Valores | Frente de la Victoria                 | 1. Armando Felipe Cabrera 2. Inés Beatriz Lotto 3. Carlos Hugo Insfrán 4. Clara Graciela Doroñuc 5. Pablo Alcides Sosa 6. Yanina Insfrán 7. Hugo Orlando García 8. Elena María García 9. Lucas Federico Rodríguez 10. Irma Emilia Zaragoza 11. Sinforiano López 12. Micaela Martínez 13. Meliano Leonel Acosta 14. María Florencia Olmedo 15. Fernando Gabriel Aranda                                      | 987                                   | 0,42                                  |                                       | 11/15                                 | 235.354                               | 71,08                                 | 11/15                                 |
| A.F.C. Asociación Formoseña Comprometida | Frente de la Victoria                 | 1. Armando Felipe Cabrera 2. Inés Beatriz Lotto 3. Carlos Hugo Insfrán 4. Clara Graciela Doroñuc 5. Pablo Alcides Sosa 6. Yanina Insfrán 7. Hugo Orlando García 8. Elena María García 9. Lucas Federico Rodríguez 10. Irma Emilia Zaragoza 11. Sinforiano López 12. Micaela Martínez 13. Meliano Leonel Acosta 14. María Florencia Olmedo 15. Fernando Gabriel Aranda                                      | 980                                   | 0,42                                  |                                       | 11/15                                 | 235.354                               | 71,08                                 | 11/15                                 |
| Partido de la Concertación FORJA | Frente de la Victoria                 | 1. Armando Felipe Cabrera 2. Inés Beatriz Lotto 3. Carlos Hugo Insfrán 4. Clara Graciela Doroñuc 5. Pablo Alcides Sosa 6. Yanina Insfrán 7. Hugo Orlando García 8. Elena María García 9. Lucas Federico Rodríguez 10. Irma Emilia Zaragoza 11. Sinforiano López 12. Micaela Martínez 13. Meliano Leonel Acosta 14. María Florencia Olmedo 15. Fernando Gabriel Aranda                                      | 943                                   | 0,40                                  |                                       | 11/15                                 | 235.354                               | 71,08                                 | 11/15                                 |
| Partido Demócrata Progresista | Frente de la Victoria                 | 1. Armando Felipe Cabrera 2. Inés Beatriz Lotto 3. Carlos Hugo Insfrán 4. Clara Graciela Doroñuc 5. Pablo Alcides Sosa 6. Yanina Insfrán 7. Hugo Orlando García 8. Elena María García 9. Lucas Federico Rodríguez 10. Irma Emilia Zaragoza 11. Sinforiano López 12. Micaela Martínez 13. Meliano Leonel Acosta 14. María Florencia Olmedo 15. Fernando Gabriel Aranda                                      | 851                                   | 0,36                                  |                                       | 11/15                                 | 235.354                               | 71,08                                 | 11/15                                 |
| Partido para el Hombre Nuevo | Frente de la Victoria                 | 1. Armando Felipe Cabrera 2. Inés Beatriz Lotto 3. Carlos Hugo Insfrán 4. Clara Graciela Doroñuc 5. Pablo Alcides Sosa 6. Yanina Insfrán 7. Hugo Orlando García 8. Elena María García 9. Lucas Federico Rodríguez 10. Irma Emilia Zaragoza 11. Sinforiano López 12. Micaela Martínez 13. Meliano Leonel Acosta 14. María Florencia Olmedo 15. Fernando Gabriel Aranda                                      | 797                                   | 0,34                                  |                                       | 11/15                                 | 235.354                               | 71,08                                 | 11/15                                 |
| Partido Acción Nativa | Frente de la Victoria                 | 1. Armando Felipe Cabrera 2. Inés Beatriz Lotto 3. Carlos Hugo Insfrán 4. Clara Graciela Doroñuc 5. Pablo Alcides Sosa 6. Yanina Insfrán 7. Hugo Orlando García 8. Elena María García 9. Lucas Federico Rodríguez 10. Irma Emilia Zaragoza 11. Sinforiano López 12. Micaela Martínez 13. Meliano Leonel Acosta 14. María Florencia Olmedo 15. Fernando Gabriel Aranda                                      | 771                                   | 0,33                                  |                                       | 11/15                                 | 235.354                               | 71,08                                 | 11/15                                 |
| Partido Frente para Todos | Frente de la Victoria                 | 1. Armando Felipe Cabrera 2. Inés Beatriz Lotto 3. Carlos Hugo Insfrán 4. Clara Graciela Doroñuc 5. Pablo Alcides Sosa 6. Yanina Insfrán 7. Hugo Orlando García 8. Elena María García 9. Lucas Federico Rodríguez 10. Irma Emilia Zaragoza 11. Sinforiano López 12. Micaela Martínez 13. Meliano Leonel Acosta 14. María Florencia Olmedo 15. Fernando Gabriel Aranda                                      | 650                                   | 0,28                                  |                                       | 11/15                                 | 235.354                               | 71,08                                 | 11/15                                 |
| Partido Renovador del Oeste | Frente de la Victoria                 | 1. Armando Felipe Cabrera 2. Inés Beatriz Lotto 3. Carlos Hugo Insfrán 4. Clara Graciela Doroñuc 5. Pablo Alcides Sosa 6. Yanina Insfrán 7. Hugo Orlando García 8. Elena María García 9. Lucas Federico Rodríguez 10. Irma Emilia Zaragoza 11. Sinforiano López 12. Micaela Martínez 13. Meliano Leonel Acosta 14. María Florencia Olmedo 15. Fernando Gabriel Aranda                                      | 629                                   | 0,27                                  |                                       | 11/15                                 | 235.354                               | 71,08                                 | 11/15                                 |
| Movimiento de Acción Vecinal | Frente de la Victoria                 | 1. Armando Felipe Cabrera 2. Inés Beatriz Lotto 3. Carlos Hugo Insfrán 4. Clara Graciela Doroñuc 5. Pablo Alcides Sosa 6. Yanina Insfrán 7. Hugo Orlando García 8. Elena María García 9. Lucas Federico Rodríguez 10. Irma Emilia Zaragoza 11. Sinforiano López 12. Micaela Martínez 13. Meliano Leonel Acosta 14. María Florencia Olmedo 15. Fernando Gabriel Aranda                                      | 594                                   | 0,25                                  |                                       | 11/15                                 | 235.354                               | 71,08                                 | 11/15                                 |
| Kolina | Frente de la Victoria                 | 1. Armando Felipe Cabrera 2. Inés Beatriz Lotto 3. Carlos Hugo Insfrán 4. Clara Graciela Doroñuc 5. Pablo Alcides Sosa 6. Yanina Insfrán 7. Hugo Orlando García 8. Elena María García 9. Lucas Federico Rodríguez 10. Irma Emilia Zaragoza 11. Sinforiano López 12. Micaela Martínez 13. Meliano Leonel Acosta 14. María Florencia Olmedo 15. Fernando Gabriel Aranda                                      | 578                                   | 0,25                                  |                                       | 11/15                                 | 235.354                               | 71,08                                 | 11/15                                 |
| Movimiento Peronista | Frente de la Victoria                 | 1. Armando Felipe Cabrera 2. Inés Beatriz Lotto 3. Carlos Hugo Insfrán 4. Clara Graciela Doroñuc 5. Pablo Alcides Sosa 6. Yanina Insfrán 7. Hugo Orlando García 8. Elena María García 9. Lucas Federico Rodríguez 10. Irma Emilia Zaragoza 11. Sinforiano López 12. Micaela Martínez 13. Meliano Leonel Acosta 14. María Florencia Olmedo 15. Fernando Gabriel Aranda                                      | 572                                   | 0,24                                  |                                       | 11/15                                 | 235.354                               | 71,08                                 | 11/15                                 |
| MAP - Movimiento de Acción Popular | Frente de la Victoria                 | 1. Armando Felipe Cabrera 2. Inés Beatriz Lotto 3. Carlos Hugo Insfrán 4. Clara Graciela Doroñuc 5. Pablo Alcides Sosa 6. Yanina Insfrán 7. Hugo Orlando García 8. Elena María García 9. Lucas Federico Rodríguez 10. Irma Emilia Zaragoza 11. Sinforiano López 12. Micaela Martínez 13. Meliano Leonel Acosta 14. María Florencia Olmedo 15. Fernando Gabriel Aranda                                      | 566                                   | 0,24                                  |                                       | 11/15                                 | 235.354                               | 71,08                                 | 11/15                                 |
| Partido Autonomista | Frente de la Victoria                 | 1. Armando Felipe Cabrera 2. Inés Beatriz Lotto 3. Carlos Hugo Insfrán 4. Clara Graciela Doroñuc 5. Pablo Alcides Sosa 6. Yanina Insfrán 7. Hugo Orlando García 8. Elena María García 9. Lucas Federico Rodríguez 10. Irma Emilia Zaragoza 11. Sinforiano López 12. Micaela Martínez 13. Meliano Leonel Acosta 14. María Florencia Olmedo 15. Fernando Gabriel Aranda                                      | 562                                   | 0,24                                  |                                       | 11/15                                 | 235.354                               | 71,08                                 | 11/15                                 |
| Unidad Docente Intercultural | Frente de la Victoria                 | 1. Armando Felipe Cabrera 2. Inés Beatriz Lotto 3. Carlos Hugo Insfrán 4. Clara Graciela Doroñuc 5. Pablo Alcides Sosa 6. Yanina Insfrán 7. Hugo Orlando García 8. Elena María García 9. Lucas Federico Rodríguez 10. Irma Emilia Zaragoza 11. Sinforiano López 12. Micaela Martínez 13. Meliano Leonel Acosta 14. María Florencia Olmedo 15. Fernando Gabriel Aranda                                      | 410                                   | 0,17                                  |                                       | 11/15                                 | 235.354                               | 71,08                                 | 11/15                                 |
| | Frente Amplio Formoseño               | 1. Ana Cristina Costa Ankenbrand 2. Juan Carlos Amarilla 3. Natalia Elizabeth Alario 4. Rodolfo Manuel Basques 5. Nilda Lucila Aguayo Sosa 6. Emilio Leandro Benítez 7. Rosa Yanina Galeano 8. Carlos Hugo Toloza 9. Marcela Elizabeth Fernández 10. Enrique Vicente Zárate 11. Antonia Graciela Soto 12. Pedro Cristian Martínez 13. Estela Mary Gallarani 14. Andrés Durán 15. Gloria Rita Delgado       | Juntos por el Cambio                  | 6.185                                 | 9,19                                  | 2/15                                  | 67.336                                | 20,34                                 | 3/15                                  |
| La Fuerza del Cambio | Frente Amplio Formoseño               | 1. Ana Cristina Costa Ankenbrand 2. Juan Carlos Amarilla 3. Natalia Elizabeth Alario 4. Rodolfo Manuel Basques 5. Nilda Lucila Aguayo Sosa 6. Emilio Leandro Benítez 7. Rosa Yanina Galeano 8. Carlos Hugo Toloza 9. Marcela Elizabeth Fernández 10. Enrique Vicente Zárate 11. Antonia Graciela Soto 12. Pedro Cristian Martínez 13. Estela Mary Gallarani 14. Andrés Durán 15. Gloria Rita Delgado       | 4.931                                 | 7,32                                  |                                       | 2/15                                  | 67.336                                | 20,34                                 | 3/15                                  |
| B.U.L.L.R.I.C.H. 2023 | Frente Amplio Formoseño               | 1. Ana Cristina Costa Ankenbrand 2. Juan Carlos Amarilla 3. Natalia Elizabeth Alario 4. Rodolfo Manuel Basques 5. Nilda Lucila Aguayo Sosa 6. Emilio Leandro Benítez 7. Rosa Yanina Galeano 8. Carlos Hugo Toloza 9. Marcela Elizabeth Fernández 10. Enrique Vicente Zárate 11. Antonia Graciela Soto 12. Pedro Cristian Martínez 13. Estela Mary Gallarani 14. Andrés Durán 15. Gloria Rita Delgado       | 4.346                                 | 6,45                                  |                                       | 2/15                                  | 67.336                                | 20,34                                 | 3/15                                  |
| Formosa Cambia | Frente Amplio Formoseño               | 1. Ana Cristina Costa Ankenbrand 2. Juan Carlos Amarilla 3. Natalia Elizabeth Alario 4. Rodolfo Manuel Basques 5. Nilda Lucila Aguayo Sosa 6. Emilio Leandro Benítez 7. Rosa Yanina Galeano 8. Carlos Hugo Toloza 9. Marcela Elizabeth Fernández 10. Enrique Vicente Zárate 11. Antonia Graciela Soto 12. Pedro Cristian Martínez 13. Estela Mary Gallarani 14. Andrés Durán 15. Gloria Rita Delgado       | 2.906                                 | 4,32                                  |                                       | 2/15                                  | 67.336                                | 20,34                                 | 3/15                                  |
| Elegí Cambiar | Frente Amplio Formoseño               | 1. Ana Cristina Costa Ankenbrand 2. Juan Carlos Amarilla 3. Natalia Elizabeth Alario 4. Rodolfo Manuel Basques 5. Nilda Lucila Aguayo Sosa 6. Emilio Leandro Benítez 7. Rosa Yanina Galeano 8. Carlos Hugo Toloza 9. Marcela Elizabeth Fernández 10. Enrique Vicente Zárate 11. Antonia Graciela Soto 12. Pedro Cristian Martínez 13. Estela Mary Gallarani 14. Andrés Durán 15. Gloria Rita Delgado       | 2.859                                 | 4,25                                  |                                       | 2/15                                  | 67.336                                | 20,34                                 | 3/15                                  |
| Pensando Formosa | Frente Amplio Formoseño               | 1. Ana Cristina Costa Ankenbrand 2. Juan Carlos Amarilla 3. Natalia Elizabeth Alario 4. Rodolfo Manuel Basques 5. Nilda Lucila Aguayo Sosa 6. Emilio Leandro Benítez 7. Rosa Yanina Galeano 8. Carlos Hugo Toloza 9. Marcela Elizabeth Fernández 10. Enrique Vicente Zárate 11. Antonia Graciela Soto 12. Pedro Cristian Martínez 13. Estela Mary Gallarani 14. Andrés Durán 15. Gloria Rita Delgado       | 2.743                                 | 4,07                                  |                                       | 2/15                                  | 67.336                                | 20,34                                 | 3/15                                  |
| Es con Vos | Frente Amplio Formoseño               | 1. Ana Cristina Costa Ankenbrand 2. Juan Carlos Amarilla 3. Natalia Elizabeth Alario 4. Rodolfo Manuel Basques 5. Nilda Lucila Aguayo Sosa 6. Emilio Leandro Benítez 7. Rosa Yanina Galeano 8. Carlos Hugo Toloza 9. Marcela Elizabeth Fernández 10. Enrique Vicente Zárate 11. Antonia Graciela Soto 12. Pedro Cristian Martínez 13. Estela Mary Gallarani 14. Andrés Durán 15. Gloria Rita Delgado       | 2.608                                 | 3,87                                  |                                       | 2/15                                  | 67.336                                | 20,34                                 | 3/15                                  |
| Movimiento de Integración y Desarrollo | Frente Amplio Formoseño               | 1. Ana Cristina Costa Ankenbrand 2. Juan Carlos Amarilla 3. Natalia Elizabeth Alario 4. Rodolfo Manuel Basques 5. Nilda Lucila Aguayo Sosa 6. Emilio Leandro Benítez 7. Rosa Yanina Galeano 8. Carlos Hugo Toloza 9. Marcela Elizabeth Fernández 10. Enrique Vicente Zárate 11. Antonia Graciela Soto 12. Pedro Cristian Martínez 13. Estela Mary Gallarani 14. Andrés Durán 15. Gloria Rita Delgado       | 1.921                                 | 2,85                                  |                                       | 2/15                                  | 67.336                                | 20,34                                 | 3/15                                  |
| El Cambio es con Vos | Frente Amplio Formoseño               | 1. Ana Cristina Costa Ankenbrand 2. Juan Carlos Amarilla 3. Natalia Elizabeth Alario 4. Rodolfo Manuel Basques 5. Nilda Lucila Aguayo Sosa 6. Emilio Leandro Benítez 7. Rosa Yanina Galeano 8. Carlos Hugo Toloza 9. Marcela Elizabeth Fernández 10. Enrique Vicente Zárate 11. Antonia Graciela Soto 12. Pedro Cristian Martínez 13. Estela Mary Gallarani 14. Andrés Durán 15. Gloria Rita Delgado       | 1.657                                 | 2,46                                  |                                       | 2/15                                  | 67.336                                | 20,34                                 | 3/15                                  |
| Libres | Frente Amplio Formoseño               | 1. Ana Cristina Costa Ankenbrand 2. Juan Carlos Amarilla 3. Natalia Elizabeth Alario 4. Rodolfo Manuel Basques 5. Nilda Lucila Aguayo Sosa 6. Emilio Leandro Benítez 7. Rosa Yanina Galeano 8. Carlos Hugo Toloza 9. Marcela Elizabeth Fernández 10. Enrique Vicente Zárate 11. Antonia Graciela Soto 12. Pedro Cristian Martínez 13. Estela Mary Gallarani 14. Andrés Durán 15. Gloria Rita Delgado       | 1.572                                 | 2,33                                  |                                       | 2/15                                  | 67.336                                | 20,34                                 | 3/15                                  |
| Frente Cambia Formosa | Frente Amplio Formoseño               | 1. Ana Cristina Costa Ankenbrand 2. Juan Carlos Amarilla 3. Natalia Elizabeth Alario 4. Rodolfo Manuel Basques 5. Nilda Lucila Aguayo Sosa 6. Emilio Leandro Benítez 7. Rosa Yanina Galeano 8. Carlos Hugo Toloza 9. Marcela Elizabeth Fernández 10. Enrique Vicente Zárate 11. Antonia Graciela Soto 12. Pedro Cristian Martínez 13. Estela Mary Gallarani 14. Andrés Durán 15. Gloria Rita Delgado       | 1.512                                 | 2,25                                  |                                       | 2/15                                  | 67.336                                | 20,34                                 | 3/15                                  |
| Unión Popular | Frente Amplio Formoseño               | 1. Ana Cristina Costa Ankenbrand 2. Juan Carlos Amarilla 3. Natalia Elizabeth Alario 4. Rodolfo Manuel Basques 5. Nilda Lucila Aguayo Sosa 6. Emilio Leandro Benítez 7. Rosa Yanina Galeano 8. Carlos Hugo Toloza 9. Marcela Elizabeth Fernández 10. Enrique Vicente Zárate 11. Antonia Graciela Soto 12. Pedro Cristian Martínez 13. Estela Mary Gallarani 14. Andrés Durán 15. Gloria Rita Delgado       | 1.176                                 | 1,75                                  |                                       | 2/15                                  | 67.336                                | 20,34                                 | 3/15                                  |
| Total | Frente Amplio Formoseño               | 1. Ana Cristina Costa Ankenbrand 2. Juan Carlos Amarilla 3. Natalia Elizabeth Alario 4. Rodolfo Manuel Basques 5. Nilda Lucila Aguayo Sosa 6. Emilio Leandro Benítez 7. Rosa Yanina Galeano 8. Carlos Hugo Toloza 9. Marcela Elizabeth Fernández 10. Enrique Vicente Zárate 11. Antonia Graciela Soto 12. Pedro Cristian Martínez 13. Estela Mary Gallarani 14. Andrés Durán 15. Gloria Rita Delgado       | 34.416                                | 51,11                                 |                                       | 2/15                                  | 67.336                                | 20,34                                 | 3/15                                  |
| Ver candidatos: 1. Mara Elisa Amarilla Venturini 2. José Gerardo Piñeiro 3. Beatriz Galeano 4. Hugo Antonio Camarichi 5. Ramona Isabel Acosta 6. Juan Carlos Núñez 7. Marisa Edith Abdala 8. Fernando Esteban Rodríguez 9. Inocencia Beatriz Chaparro 10. Martín Sebastián Riveros 11. Ayelén Trinidad Gavilán 12. Gabriel Marcelo Fernández Olmedo 13. Natalia Gisel Garate 14. Emanuel David Saguier 15. Otilia Liliana Casas | Frente Amplio Formoseño               | N.E.M.E. | 11.956                                | 17,76                                 | 1/15                                  |                                       | 67.336                                | 20,34                                 | 3/15                                  |
| Ver candidatos: 1. Mara Elisa Amarilla Venturini 2. José Gerardo Piñeiro 3. Beatriz Galeano 4. Hugo Antonio Camarichi 5. Ramona Isabel Acosta 6. Juan Carlos Núñez 7. Marisa Edith Abdala 8. Fernando Esteban Rodríguez 9. Inocencia Beatriz Chaparro 10. Martín Sebastián Riveros 11. Ayelén Trinidad Gavilán 12. Gabriel Marcelo Fernández Olmedo 13. Natalia Gisel Garate 14. Emanuel David Saguier 15. Otilia Liliana Casas | Frente Amplio Formoseño               | Libres del Sur | 6.673                                 | 9,91                                  | 1/15                                  |                                       | 67.336                                | 20,34                                 | 3/15                                  |
| Ver candidatos: 1. Mara Elisa Amarilla Venturini 2. José Gerardo Piñeiro 3. Beatriz Galeano 4. Hugo Antonio Camarichi 5. Ramona Isabel Acosta 6. Juan Carlos Núñez 7. Marisa Edith Abdala 8. Fernando Esteban Rodríguez 9. Inocencia Beatriz Chaparro 10. Martín Sebastián Riveros 11. Ayelén Trinidad Gavilán 12. Gabriel Marcelo Fernández Olmedo 13. Natalia Gisel Garate 14. Emanuel David Saguier 15. Otilia Liliana Casas | Frente Amplio Formoseño               | Acuerdo Social | 6.451                                 | 9,58                                  | 1/15                                  |                                       | 67.336                                | 20,34                                 | 3/15                                  |
| Ver candidatos: 1. Mara Elisa Amarilla Venturini 2. José Gerardo Piñeiro 3. Beatriz Galeano 4. Hugo Antonio Camarichi 5. Ramona Isabel Acosta 6. Juan Carlos Núñez 7. Marisa Edith Abdala 8. Fernando Esteban Rodríguez 9. Inocencia Beatriz Chaparro 10. Martín Sebastián Riveros 11. Ayelén Trinidad Gavilán 12. Gabriel Marcelo Fernández Olmedo 13. Natalia Gisel Garate 14. Emanuel David Saguier 15. Otilia Liliana Casas | Frente Amplio Formoseño               | Propuesta Republicana | 4.704                                 | 6,99                                  | 1/15                                  |                                       | 67.336                                | 20,34                                 | 3/15                                  |
| Ver candidatos: 1. Mara Elisa Amarilla Venturini 2. José Gerardo Piñeiro 3. Beatriz Galeano 4. Hugo Antonio Camarichi 5. Ramona Isabel Acosta 6. Juan Carlos Núñez 7. Marisa Edith Abdala 8. Fernando Esteban Rodríguez 9. Inocencia Beatriz Chaparro 10. Martín Sebastián Riveros 11. Ayelén Trinidad Gavilán 12. Gabriel Marcelo Fernández Olmedo 13. Natalia Gisel Garate 14. Emanuel David Saguier 15. Otilia Liliana Casas | Frente Amplio Formoseño               | Alianza Juntos Estamos con Vos | 3.136                                 | 4,66                                  | 1/15                                  |                                       | 67.336                                | 20,34                                 | 3/15                                  |
| Ver candidatos: 1. Mara Elisa Amarilla Venturini 2. José Gerardo Piñeiro 3. Beatriz Galeano 4. Hugo Antonio Camarichi 5. Ramona Isabel Acosta 6. Juan Carlos Núñez 7. Marisa Edith Abdala 8. Fernando Esteban Rodríguez 9. Inocencia Beatriz Chaparro 10. Martín Sebastián Riveros 11. Ayelén Trinidad Gavilán 12. Gabriel Marcelo Fernández Olmedo 13. Natalia Gisel Garate 14. Emanuel David Saguier 15. Otilia Liliana Casas | Frente Amplio Formoseño               | Total | 32.920                                | 48,89                                 | 1/15                                  |                                       | 67.336                                | 20,34                                 | 3/15                                  |
| | Libertad, Trabajo y Progreso          | Ver candidatos: 1. Élida Emilia Maciel 2. Jorge Palomo 3. Sonia Elizabeth Barrionuevo 4. Eloy Vicente Aranda 5. Delicia Elizabeth Pereyra 6. Carlos Jacobo Melacki 7. Elma Toledo 8. Ángel Chascoso 9. Zully Laura Encina 10. Alberto Moreno 11. Teresa Marcela Toribio 12. Cipriano Mencia 13. Norberta Méndez 14. Claudio Florencio Ibarrola 15. Gabriela Noemí Fabián                                   | Libertad, Trabajo y Progreso          | 12.957                                | 47,72                                 | 1/15                                  | 27.151                                | 8,20                                  | 1/15                                  |
| Hagamos Historia | Libertad, Trabajo y Progreso          | Ver candidatos: 1. Élida Emilia Maciel 2. Jorge Palomo 3. Sonia Elizabeth Barrionuevo 4. Eloy Vicente Aranda 5. Delicia Elizabeth Pereyra 6. Carlos Jacobo Melacki 7. Elma Toledo 8. Ángel Chascoso 9. Zully Laura Encina 10. Alberto Moreno 11. Teresa Marcela Toribio 12. Cipriano Mencia 13. Norberta Méndez 14. Claudio Florencio Ibarrola 15. Gabriela Noemí Fabián                                   | 7.340                                 | 27,03                                 |                                       | 1/15                                  | 27.151                                | 8,20                                  | 1/15                                  |
| Formosa Posible | Libertad, Trabajo y Progreso          | Ver candidatos: 1. Élida Emilia Maciel 2. Jorge Palomo 3. Sonia Elizabeth Barrionuevo 4. Eloy Vicente Aranda 5. Delicia Elizabeth Pereyra 6. Carlos Jacobo Melacki 7. Elma Toledo 8. Ángel Chascoso 9. Zully Laura Encina 10. Alberto Moreno 11. Teresa Marcela Toribio 12. Cipriano Mencia 13. Norberta Méndez 14. Claudio Florencio Ibarrola 15. Gabriela Noemí Fabián                                   | 6.854                                 | 25,24                                 |                                       | 1/15                                  | 27.151                                | 8,20                                  | 1/15                                  |
| | Partido Obrero                        | Ver candidatos: 1. Mariana Raquel Capra 2. Cristian David Villasboa 3. Lourdes Camila Servin 4. Eber Arnaldo Benítez 5. Sandra Isabel Abdala 6. Jorge Alcaraz 7. Mabel Beatriz Ledesma 8. Jorge Luis Lagraña 9. Laura Viviana Álvarez 10. Fidel Rodríguez 11. Verónica Mabel Giménez 12. Diego Martín Olmedo 13. Tamara Anahí Oviedo 14. Wilson Jorge Daniel Pinatti Demchun 15. Liliana Elizabeth Giménez | —                                     | —                                     | —                                     | —                                     | 1.272                                 | 0,38                                  |                                       |
| Votos positivos | Votos positivos                       | Votos positivos | Votos positivos                       | Votos positivos                       | Votos positivos                       | Votos positivos                       | 331.113                               | 91,16                                 |                                       |
| Votos en blanco | Votos en blanco                       | Votos en blanco | Votos en blanco                       | Votos en blanco                       | Votos en blanco                       | Votos en blanco                       | 28.854                                | 7,94                                  |                                       |
| Votos anulados | Votos anulados                        | Votos anulados | Votos anulados                        | Votos anulados                        | Votos anulados                        | Votos anulados                        | 3.259                                 | 0,90                                  |                                       |
| Participación | Participación                         | Participación | Participación                         | Participación                         | Participación                         | Participación                         | 363.226                               | 75,69                                 |                                       |
| Electores registrados | Electores registrados                 | Electores registrados | Electores registrados                 | Electores registrados                 | Electores registrados                 | Electores registrados                 | 479.879                               | 100                                   |                                       |
| Fuente: |                                       | |                                       |                                       |                                       |                                       |                                       |                                       |                                       |